# Busto de Alessandro Peretti di Montalto
O Busto de Alessandro Peretti di Montalto é um retrato escultural produzido entre 1622 e 1623 pelo artista italiano Gian Lorenzo Bernini. Foi considerada uma obra perdida até ser identificada na década de 1980 e declarada um autêntico trabalho de Bernini. Atualmente, a escultura encontra-se no Kunsthalle Hamburg, na Alemanha.

## Origem
Embora Bernini conhecesse o Cardeal Montalto e tivesse confeccionado, sob sua encomenda, a escultura de Neptuno e Tritão para os jardins da Villa Montalto, a razão por trás da produção do busto não é clara. Como o cardeal morreu em 1623, o busto pode ter sido confeccionado postumamente como parte de um túmulo. Entretanto, existe a possibilidade de que Montalto tenha encomendado a peça antes de sua morte.

## Histórico
Há registros do busto na Villa Montalto no início da década de 1660 e depois na "Casa Peretti" em 1682. A obra chegou ao Kunsthalle Hamburg depois de 1910, como uma doação proveniente da coleção do Sir John Henry Schroder.